# Roslagsbanan
Roslagsbanan (RB) är en smalspårig järnväg i Stockholms nordöstra förorter och landsbygd, trafikerad av lokaltåg. Den är en del av den tidigare Stockholm–Roslagens Järnvägar och den sista kvarvarande smalspåriga järnvägen i Sverige med reguljär tågtrafik. Spårvidden är 891 mm eller tre gamla svenska fot – en spårvidd som är unik för Sverige, vilket gör Roslagsbanan till den enda järnvägslinjen i världen med både denna spårvidd och reguljär trafik. Banan utgår från Stockholms östra station och delar sig på tre linjer mot Kårsta, Österskär respektive Näsbypark. Den sammanlagda längden är 65 kilometer, det finns 39 stationer och järnvägen har cirka 45 000 påstigande resenärer per dygn (2022).
Huvudman och ägare är Storstockholms Lokaltrafik, SL, sedan 1972. 7 januari 2013 tog Arriva över som trafikutövare . Trafikutövare sedan den 15 april 2022 är Transdev.   De skulle ha tagit över trafiken den 2 april 2021, men beslutet överklagades. 
Endast persontrafik förekommer på banan; denna körs med motorvagnståg av typ X10p, byggda 1988–1995, i trafik sedan 1988 och av X15p, byggda 2017, i trafik sedan 2023.  
2017 träffades avtal inom Sverigeförhandlingen att bygga ut Roslagsbanan till T-Centralen via Odenplan. Stockholms östra station kommer då att avvecklas och marken kan bebyggas. Byggstarten kommer att börja 2026 och trafikstart till T-Centralen förväntas ske omkring år 2038.

## Historik

### Uppbyggnadsperiod
Den nuvarande Roslagsbanan består av den södra delen av det en gång så vidsträckta smalspåriga roslagsbanenätet. I slutet av 1800-talet startades bolagen Stockholm–Rimbo Järnväg (SRJ), Uppsala–Länna Järnväg (ULJ), Länna–Norrtälje Järnväg och Dannemora–Hargs Järnväg (DHJ). Med tiden kom SRJ att köpa upp alla övriga bolagen och man bytte namn till Stockholm–Roslagens Järnvägar, vilket järnvägarna redan kallades av många. 1951 förstatligades SRJ och DHJ (Dannemora–Hargs Järnväg) som i sig upptagit de övriga bolagen. De drevs vidare som dotterbolag innan de 1959 helt införlivades i Statens Järnvägar (SJ). När Roslagsbanenätet var som störst omfattade det 325,5 kilometer järnväg – fem gånger så långt som dagens Roslagsbana.

### Spårvägen i Stocksund

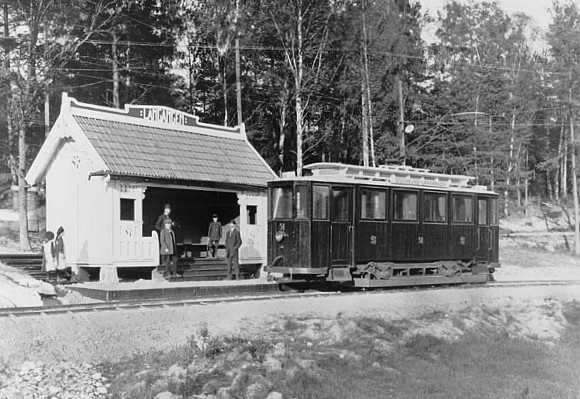
Långängstorp med spårvagnen "Lådan".

År 1911 öppnade SRJ en spårvägslinje mellan Stocksunds station och Långängstorp (ursprungligt namn Långängen) Den banan hette Långsängsbanan. Banan trafikerades med en ensam vagn, kallad "Lådan". Linjen hade till en början normalspår (1435 mm) och fungerade som en matarlinje till det övriga linjenätet. Avsikten var att denna linje skulle varit början till ett planerat större spårvägsnät i Stocksund, Djursholm och Danderyd och i förlängningen möjligen dessutom anslutas till Stockholms spårvägar. Inget av detta förverkligades någonsin.
SRJ valde i stället år 1934 införliva banan i sitt övriga linjenät och byggde därför om den till smalspår som Djursholmsbanan, 891 mm.(försmalning av spårvidd är en ytterst ovanlig åtgärd). Den teakklädda spårvagnen kunde därigenom ersättas med smalspåriga vagnar ur den normala vagnparken för Djursholmsbanorna. Spårvägen byggdes alltså om till järnväg. Efter att ha förstatligats år 1959 nedlades linjen av SJ år 1966.

### Nedläggningar, ägarbyte och upprustning

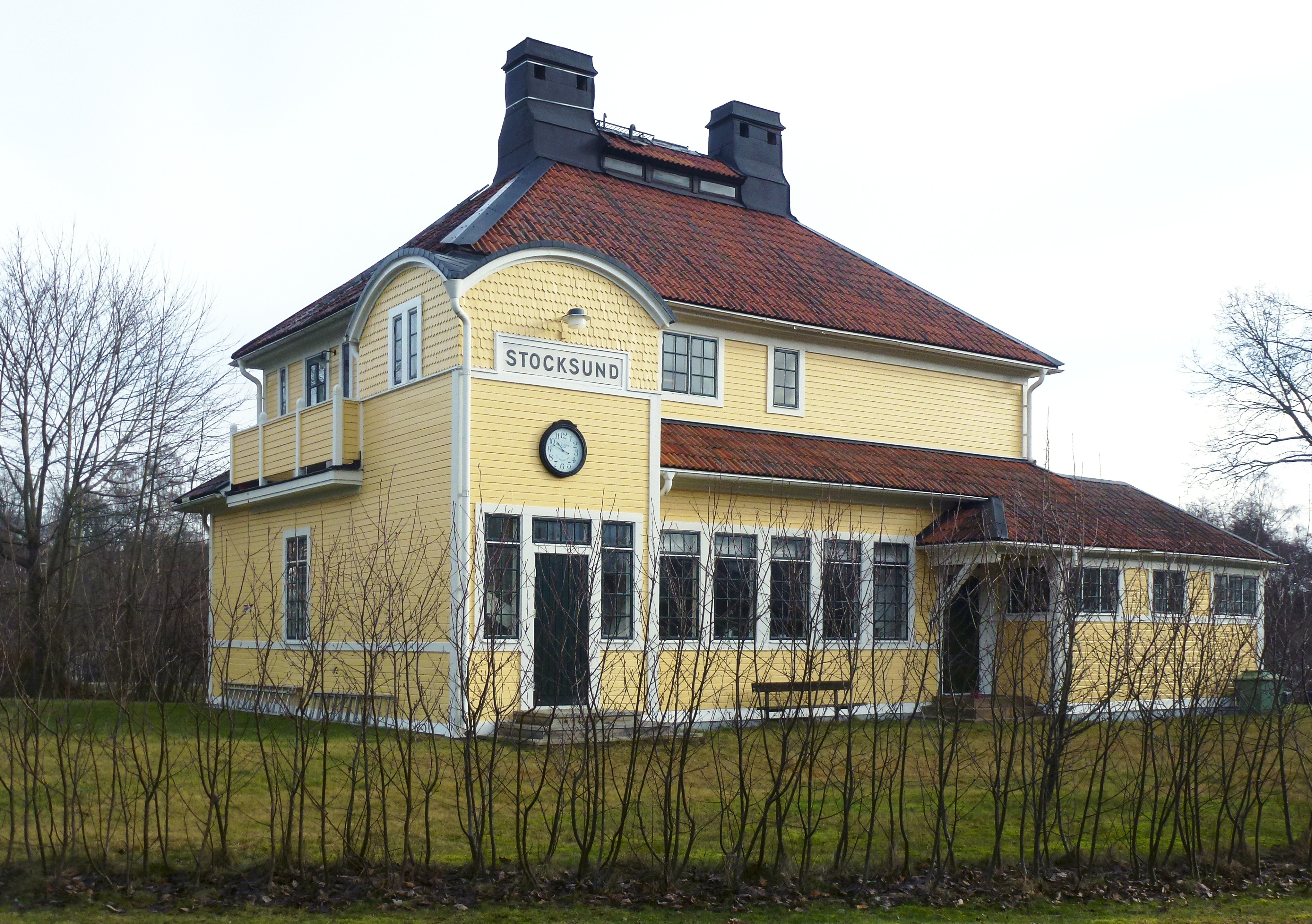
Stocksunds stationshus invigdes 1905 och stationen där lades ner 1996. Byggnaden ritades av Sigge Cronstedt och är idag k-märkt.

Under 1960-talet började Statens järnvägar (SJ) att lägga ned en stor mängd järnvägslinjer, inklusive det  smalspåriga nätet. Roslagsbanan var en del av detta smalspårsnät. Busstrafik sågs som framtiden, då främst totalkostnaderna per säte var lägre. Motorvägen genom Danderyd och Täby (öppnad 1957) och det ökande bilinnehavet (och delvis även SJ:s egna bussar) utgjorde en stark konkurrent till tågen på Roslagsbanan. År 1969 togs beslut om nedläggning av tågtrafiken på sträckan Rimbo–Norrtälje, en linje som varit vältrafikerad bara några år tidigare. Bussarna gick enligt den nominella tidtabellen snabbare än tågen Stockholm–Norrtälje.
Stockholms läns landsting, som något tidigare fått ansvar för all lokal kollektivtrafik, gick senare in och köpte trafik av SJ på bannätet söder om Rimbo. Den 1 maj 1972 köpte SL ut dessa sträckor med ambitionen att driva dem i egen regi i fem år och sedan lägga ned, eftersom tunnelbanan då skulle vara utbyggd till Täby centrum. Resten av trafiken skulle ersättas med bussar. Täbyborna ville dock inte ha tunnelbana, utan föredrog att ha Roslagsbanan kvar. Men banan och tågen var slitna och striderna om Roslagsbanan blev många. Nedläggningshotet hängde nästan konstant över banan under 1970- och 1980-talen. Efter två folkomröstningar som hölls den 23 mars 1980 i Vallentuna och Täby kommuner beslutades slutligen att banan skulle behållas och rustas upp. Så har också skett, bland annat köptes nya fordon (X10p) in, signalsystemet byttes ut och spåret rustades upp på större delen av banan. Dessutom har fyra nya dubbelspårssträckor byggts: En ny bro över Stocksundet (den gamla bron var enkelspårig) med ny station i Stocksund, sträckan Roslags Näsby–Galoppfältet samt senare Galoppfältet–Viggbyholm och Åkersberga–Rydbo.
Alla delar av banan överlevde dock inte sedan SL tagit över. Den trafiksvaga linjen Djursholms Ösby–Eddavägen lades ner 1976, och sträckan Kårsta–(Sparren)–Rö–Rimbo (14,4 km) slutade trafikeras i januari 1981 och revs upp 1982. Planen var egentligen att hela sträckan Lindholmen–Rimbo (27,2 km) skulle läggas ner på samma gång, men eftersom vägarna söder om Kårsta var för dåliga för att klara busstrafik fick denna del av banan ligga kvar tills vägarna rustats upp. Nedläggningen av sträckan Lindholmen–Kårsta (12,9 km) genomfördes dock aldrig eftersom landstinget senare beslutade om upprustning av hela banan. Man tog även principbeslut om att återuppbygga banan till Rimbo, men SL förklarade under det samrådsförfarande rörande dubbelspår som pågick under 2009 att det inte är en aktuell fråga.

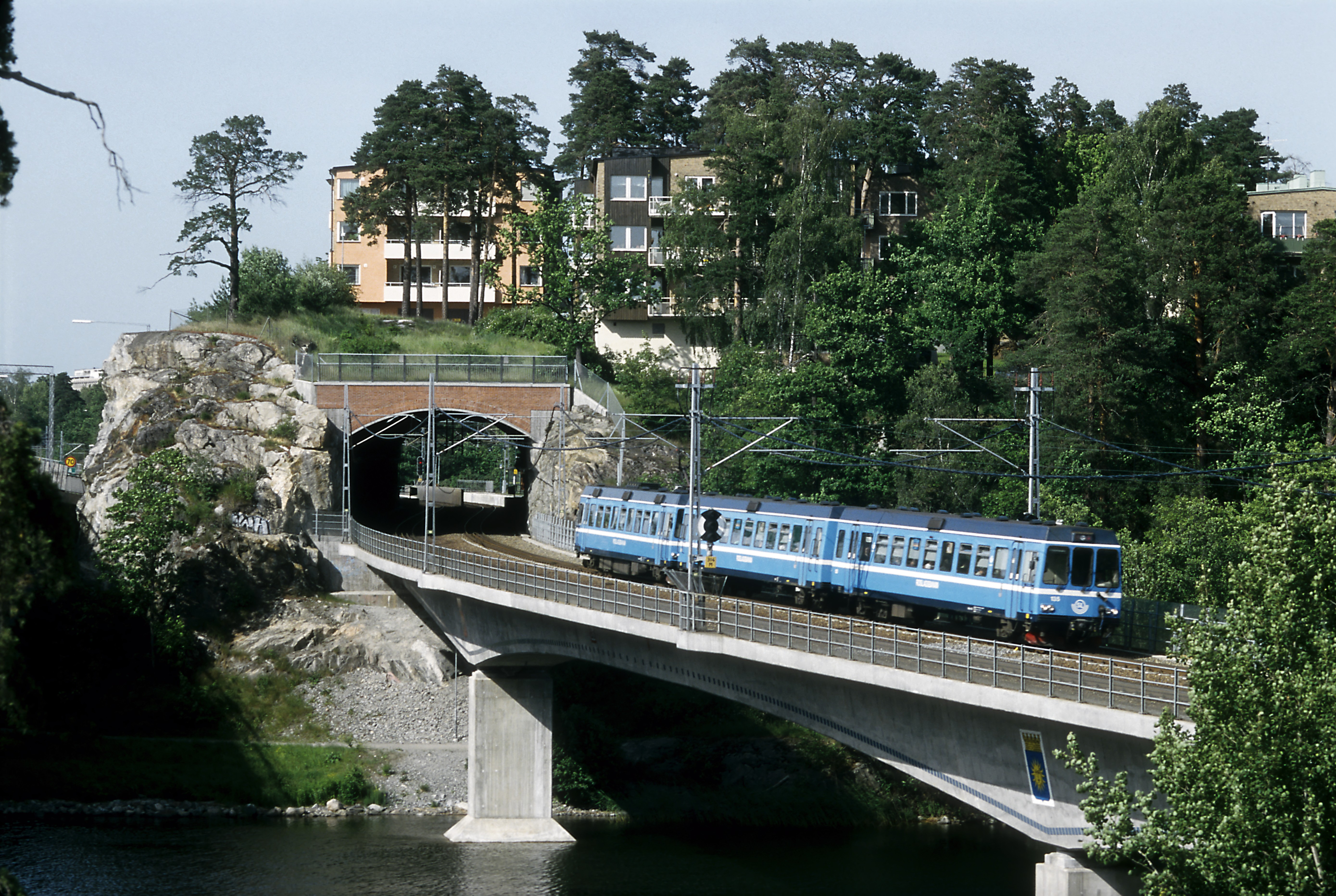
Den dubbelspåriga Stocksundsbron, invigd 1996. Det nyare stationsläget för Stocksunds station skymtar på andra sidan tunneln.

### Utbyggnad och upprustning under 2000-talet
Under 2007 beslöt SL:s styrelse att bygga fler dubbelspår på banan, nämligen sammanhängande dubbelspår fram till Åkersberga respektive Lindholmen. I maj 2013 bantades utbyggnaden i ett första skede, med beslutet att tills vidare behålla enkelspår på delsträckorna Viggbyholm - Hägernäs, Arninge - Rydbo, samt norr om Vallentuna.
För att öka kapaciteten på banan har de tidigare hållplatserna Universitetet och Frescati lagts ned och ersatts av en ny station Universitetet. Den nya stationen ligger cirka 500 meter norr om den tidigare, i höjd med tunnelbanestationen Universitetet. På så sätt har också tillgängligheten till tunnelbanan och delar av universitetsområdet ökat. Stationen, som invigdes 7 januari 2010, är påkostad för att passa in i Kungliga Nationalstadsparken, med sidoplattformar och hissar. En ny gångväg har anlagts till Bergianska trädgården för att underlätta för de resenärer som tidigare använde Frescati hållplats. Även signalsystemet på sträckan har optimerats för att medge tätare tågtrafik.
I november 2015 blev SL:s ombyggnad av station Stockholms Östra färdigställd och öppnad för resenärer. Ombyggnaden, som tog ett halvår, innebar ökad tillgänglighet, fler växlar och att nivåskillnaden mellan spår 1–5 och 6–7 försvann. Även värmeslingor och ny belysning och skyltning upprättades.

#### Österskärsgrenen
På Österskärsgrenen har dubbelspår byggts ut Galoppfältet–Viggbyholm 2010, i samband med att en planskild korsning med Bergtorpsvägen anlades. 2010 färdigställdes dubbelspår Åkers Runö–Åkersberga och i februari 2015 blev det även dubbelspår på sträckan Rydbo–Åkers Runö. Sträckan Rydbo–Åkersberga trafikerades i högertrafik sedan utbyggnaden av dubbelspår 2010–2015, vilket ändrades till vänstertrafik 2020.
Från juni 2018 till december 2018 byggdes dubbelspår Hägernäs–Ullna kvarnväg, och i samband med det byggdes en ny station vid Arninge, som togs i trafik i december 2021). Banan flyttades västerut och närmare E18, Arninge är en knutpunkt mellan tåg och buss med bussterminaler på ömse sidor av E18, och är även en naturlig utgångspunkt för boende i det nya bostadsområdet Hägerneholm för arbetspendling. Under 2020 har en planskild korsning med Rallarvägen byggts, och stationen i Åkersberga har byggts ut till tre 190 meter långa plattformsspår. I december 2021 öppnade den nya stationen Arninge, som är en del av knutpunkt med buss.
Sträckorna Viggbyholm–Hägernäs och Ullna kvarnväg–Rydbo kommer att förbli enkelspåriga tills vidare, vilket beslutades i maj 2013. I samband med Roslagsbanans utbyggnad till T-Centralen planeras nu för att bygga dubbelspår även på dessa sträckor.
Sträckan Åkersberga–Tunagård–Österskär kommer att förbli enkelspårig även på längre sikt.

#### Kårstagrenen
På Kårstagrenen har en mötesstation anlagts i Kragstalund 2010. Under hösten 2014 anlades dubbelspår Visinge–Täby kyrkby och Kragstalund–Vallentuna, och under våren 2017 anlades dubbelspår på sträckan Roslags Näsby–Visinge. Juni–december 2020 och juni–oktober 2021 stängdes trafiken av från Täby kyrkby och norrut och dubbelspår anlades på sträckan Täby kyrkby–Kragstalund (trafikstart 17 oktober 2021).
Under 2021 gjordes även arbeten norr om Vallentuna, bland annat plattformsarbeten vid Ormsta station och Lindholmens station, en mötesstation i Vedalund vid norra utfarten från Vallentunadepån, en ny mötesstation i Frösunda och åtgärder för att göra flera plankorsningar säkrare. Sträckan Lindholmen–Kårsta öppnade åter för trafik 12 december 2021.
Sträckan Vallentuna–Lindholmen kommer att förbli enkelspårig tills vidare, vilket beslutades i maj 2013. Sträckan Vallentuna–Ormsta planeras byggas ut till dubbelspår i samband med Roslagsbanans utbyggnad till T-Centralen. Sträckan Lindholmen–Kårsta kommer att förbli enkelspårig även på längre sikt.

### Kvarvarande linjer i norr
- Uppsala–Länna–Faringe (öppnad 1876 till Länna, 1884 till Faringe, museijärnväg från 1976, se Upsala-Lenna Jernväg)
- Dannemora–Gimo–Hargshamn–Hallstavik (Dannemora–Hargshamn öppnad 1878, breddad till normalspår på 1970-talet och utbyggd till Hallstavik 1977, endast godstrafik)

### Nedlagda linjer
- Länna–Rimbo–Norrtälje (öppnad 1884, Rimbo–Norrtälje nedlagd 1969 och uppriven 1970, persontrafik mot Uppsala Ö nedlagd 1967, godstrafik mot Uppsala Ö nedlagd 1977, spåret Rimbo–Faringe upprivet 1978, spåret Uppsala Ö–Faringe museijärnväg från 1977)
- Rimbo–Hallstavik (öppnad till Häverösund 1898 och till Hallstavik 1915, persontrafik nedlagd 1966, godstrafik nedlagd 1977, uppriven 1978)
- Dannemora–Hargshamn (öppnad 1878, persontrafik nedlagd Dannemora–Österbybruk 1953 och hela banan 1960, breddad till normalspår 1960–1970, nytt normalspår Hargshamn–Hallstavik 1977)
- Knaby–Ramhäll (1878–1959, uppriven 1959)
- Risinge–Norrvällen (1917–1951, uppriven 1955)
- Norrmon–Lövstabruk (öppnad 1926, sista kilometern byggdes aldrig eftersom Lövstabruk blev nedlagt tidigare samma år, nedlagd 1952–1954, uppriven 1956–1957)
- Faringe–Gimo (öppnad 1921, nedlagd Faringe–Alunda 1960 (uppriven 1972), Alunda–Gimo 1970 (uppriven 1971))
- Kårsta–Rimbo (1885–1981, uppriven 1982)
- Stocksund–Långängen (1915 normalspårig spårväg, ombyggd till smalspår 1934, nedlagd 1966, uppriven 1967)
- Stockholm östra station–Engelbrektsplan (1895–1960, uppriven 1963)
- Djursholms Ösby–Framnäsviken–Eddavägen–Svalnäs (öppnad till Framnäsviken 1890, till Eddavägen 1901, till Svalnäs 1912, nedlagd och uppriven Eddavägen–Svalnäs 1934, resten nedlagd 1976 och uppriven 1977)

## Linjesträckningar

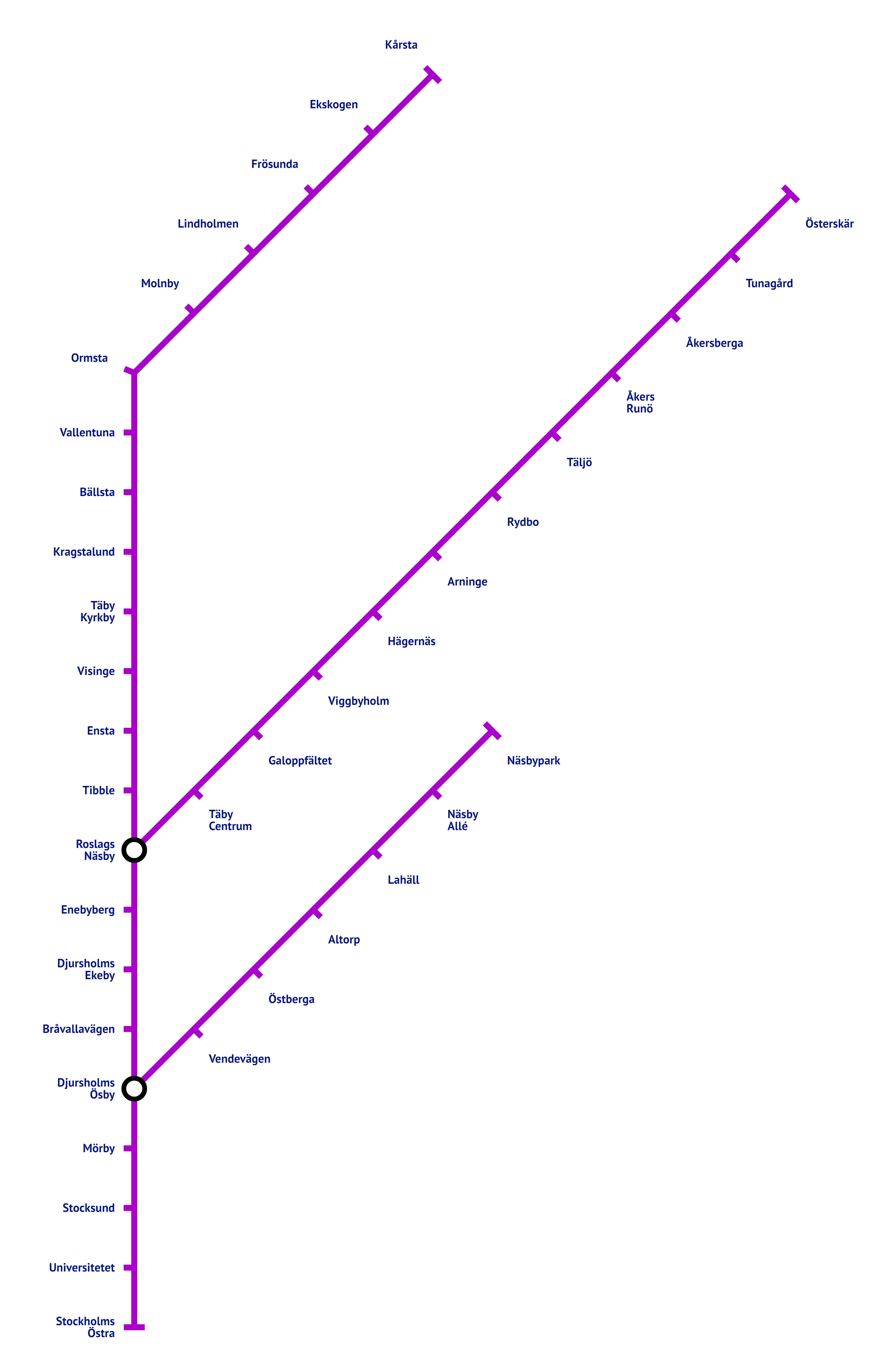
Roslagsbanan linjekarta

- Stockholms östra–Djursholms Ösby–Roslags Näsby–Täby kyrkby–Vallentuna–Lindholmen–Kårsta (öppnad 1885)
- Stockholms östra–Djursholms Ösby–Roslags Näsby–Täby centrum–Rydbo–Åkersberga–Österskär (öppnad 1901 till Åkersberga, 1906 till Österskär)
- Stockholms östra–Djursholms Ösby–Altorp–Näsbypark (öppnad 1928 till Lahäll, 1937 till Näsbypark)

| Linje  | Sträcka                 | Öppnad | Längd   | Stationer |
| ------ | ----------------------- | ------ | ------- | --------- |
| 27     | Stockholm Ö – Kårsta    | 1885   | 41,7    | 18        |
| 28     | Stockholm Ö – Österskär | 1906   | 29,4    | 18        |
| 29     | Stockholm Ö – Näsbypark | 1937   | 11,7    | 11        |
| Totalt | Totalt                  |        | 65,1 km | 39        |

Banan har dubbelspår Stockholms östra–Vallentuna på Kårstagrenen samt Stockholms östra–Viggbyholm, Hägernäs–Arninge och Rydbo–Åkersberga på Österskärsgrenen. I övrigt är banan enkelspårig. Det finns mötesmöjlighet på ett antal stationer längs enkelspårsdelarna; Ormsta, Vedalund, Lindholmen, Frösunda, Kårsta, Österskär, och Altorp.

## Trafikering
I lågtrafik är grundutbudet kvartstrafik på sträckorna Stockholm Ö–Ormsta och Stockholm Ö–Åkersberga. Näsbyparkslinjen har halvtimmestrafik. I högtrafik går det fler tåg; under eftermiddagsrusningen avgår 15 tåg i timmen från Stockholm Ö – tre tåg mot Näsbypark, sex tåg mot Österskär och sex tåg mot Lindholmen/Kårsta. 

## Fordonspark

### Nuvarande fordonspark

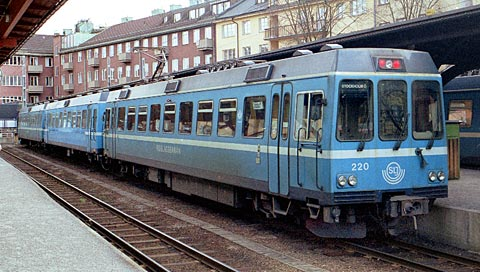
X10p i Stockholm på Östra station kopplad med UBp och UBxp.

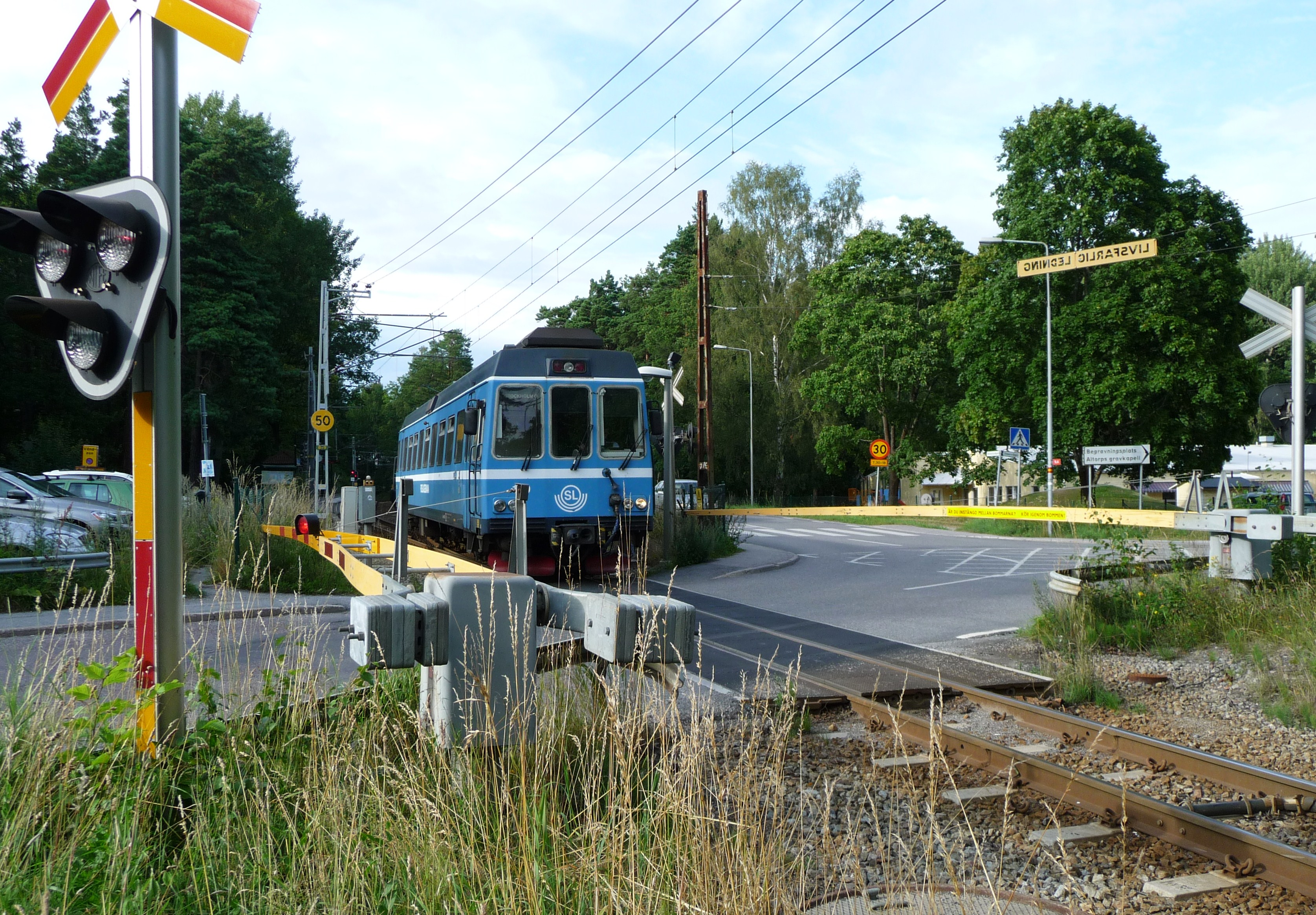
X10p vid Altorp.

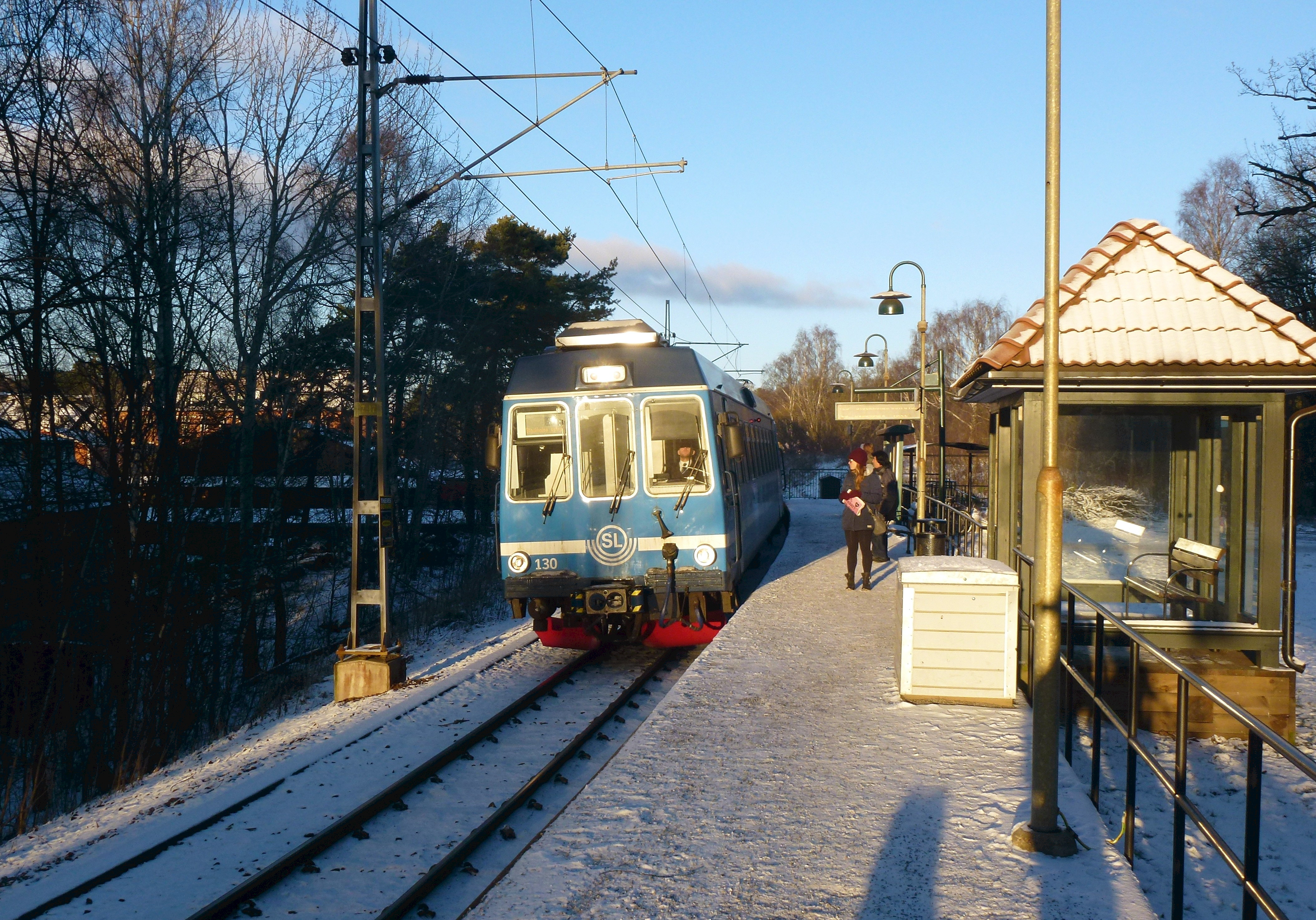
Upprustad UBXp vid Östberga.

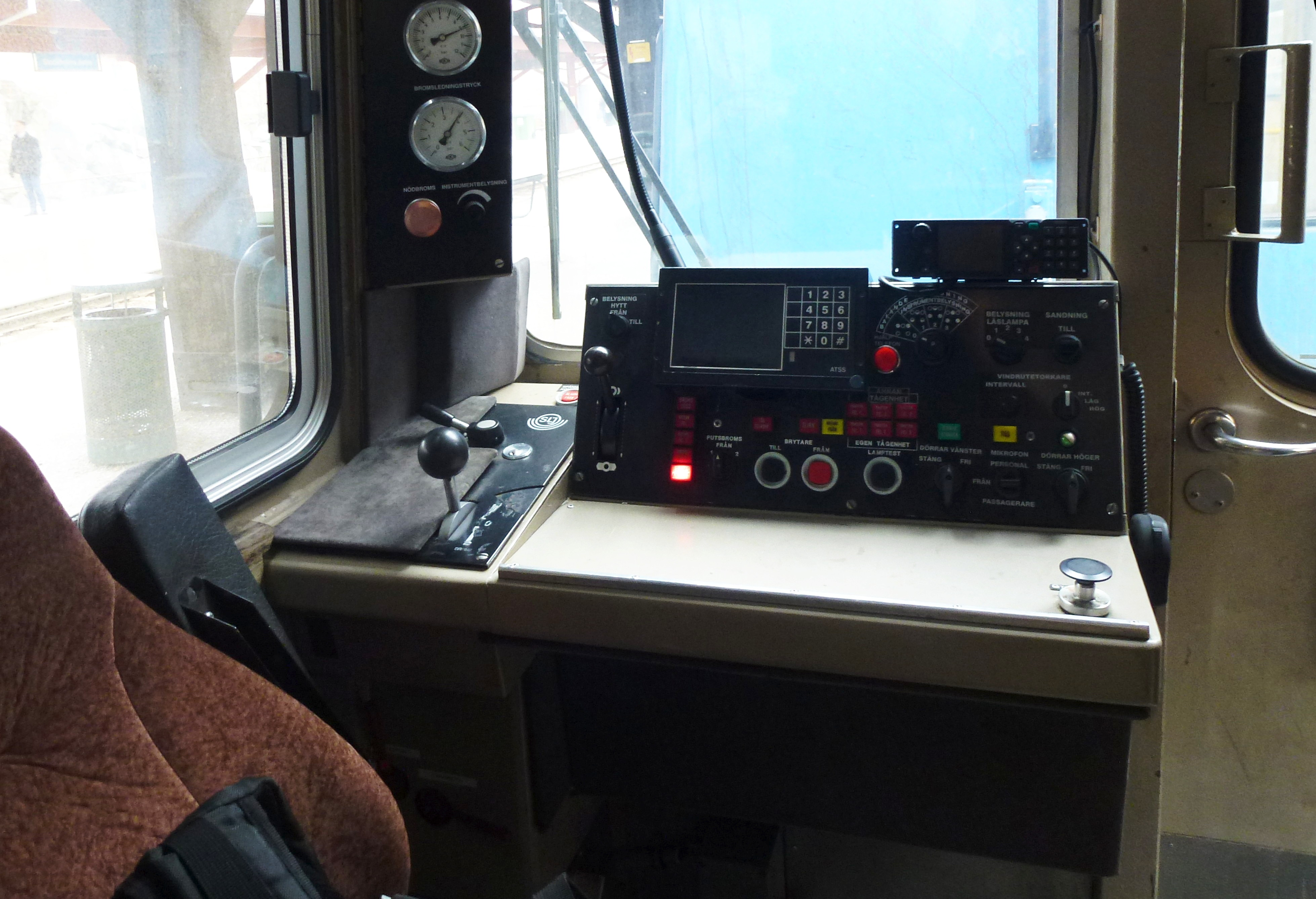
Förarplatsen i en X10p (B-ände).

Roslagsbanan trafikeras med två olika fordonstyper, dels X10p, dels X15p. Fordonen av typ X10p är tillverkade av Hägglunds (senare ABB Railcar, numera Alstom). De är levererade åren 1988–95. Fordonen av typ X15p är tillverkade av schweiziska Stadler Rail. De började levereras år 2023. 
|                            | X10p                          | UBp           | UBxp               | X15p                  |
| -------------------------- | ----------------------------- | ------------- | ------------------ | --------------------- |
| Allmänt                    |                               |               |                    |                       |
| Operatör                   | SL                            | SL            | SL                 | SL                    |
| Tillverkare mek utrustning | Hägglunds                     | Hägglunds     | Hägglunds          | Stadler               |
| Tillverkare el utrustning  | AEG                           | AEG           | AEG                | ABB                   |
| Leveransstart              | 1988                          | 1988          | 1988               | (2021)                |
| Investeringskostnad        |                               |               |                    | 91 Mkr (1)            |
| Tillverkningsland          | Sverige                       | Sverige       | Sverige            | Schweiz               |
| Konfiguration              | en korg                       | en korg       | en korg            | tre korgar            |
| Typ                        | motorvagn                     | mellanvagn    | manövervagn        | motorvagn             |
| Förarhytt                  | ja                            | nej           | ja                 | ja                    |
| Max Hastighet              | 80 km/tim                     | 80 km/tim     | 80 km/tim          | 120 km/tim            |
| Energidistribution         | kontaktledning                |               |                    | kontaktledning        |
| Motor effekt               | 400 kW                        |               |                    | 1 600 kW              |
| Tomvikt                    | 27,7 t                        | 16,0 t        | 16,3 t             | 97,5 t                |
| Antal fordon               | 35                            | 32            | 34                 | 7 (15 till på väg)    |
| Korg                       |                               |               |                    |                       |
| Längd över stötytor        | 19 900 mm                     | 19 900 mm     | 19 900 mm          | 59 700 mm             |
| Boggieavstånd              | 13 050 mm                     | 13 050 mm     | 13 050 mm          |                       |
| Korgmaterial               | lättmetall                    | lättmetall    | lättmetall         | aluminium             |
| Korgbredd                  | 2 600 mm                      | 2 600 mm      | 2 600 mm           | 2 750 mm              |
| Typ av koppel              | centralkoppel                 | centralkoppel | centralkoppel      | centralkoppel         |
| Utv yta vägg               | slät plåt                     | slät plåt     | slät plåt          | slät plåt             |
| Utv färg                   | blå                           | blå           | blå                | blå                   |
| Boggier                    |                               |               |                    |                       |
| Antal axlar                | 4                             | 4             | 4                  | 12                    |
| Antal drivna axlar         | 4                             | 0             | 0                  | 8                     |
| Axelföljd                  | Bo'Bo'                        |               |                    | Bo'Bo'+ 2'2' + Bo'Bo' |
| Spårvidd                   | 891 mm                        | 891 mm        | 891 mm             | 891 mm                |
| Axelavstånd                | 2 200 mm                      | 2 200 mm      | 2 200 mm           | 2 000 mm              |
| Hjuldiameter -nytt         | 780 mm                        | 780 mm        | 780 mm             | 760 mm                |
| Broms                      | el- o mek broms               | mek broms     | mek broms          |                       |
| Elutrustning               |                               |               |                    |                       |
| Kontaktledningsspänning    | 1,5 kV likspänning            |               |                    | 1,5 kV likspänning    |
| Drivmotor                  | el (induktion)                |               |                    | el (induktion)        |
| Batterispänning            | 24 V                          |               | 24 V               | 110 V                 |
| Klimatanläggning           | endast i förarhytt A & B ände | nej           | i förarhytt B ände | ja                    |
| Inredning                  |                               |               |                    |                       |
| Typ av inredning           | salong                        | salong        | salong             | salong                |
| Antal säten                | 72 pl                         | 80 pl         | 76 pl              | 162 pl                |
| Antal säten i bredd        | 2 + 2                         | 2 + 2         | 2 + 2              | 2 + 2                 |
| Sätesavstånd               |                               |               |                    |                       |
| Antal ingångar per sida    | 2                             | 3             | 2                  | 6                     |
| Golvhöjd                   |                               |               |                    | 66,5 cm               |

#### Jämförelse åttiotalsgeneration med Stadler
Åttiotalsgenerationen bestod av lösa släp- och motorvagnar som kunde kopplas samman. En vanlig lösning är en sammankoppling av en motorvagn samt två släpvagnar (t.ex. X10p + UBp + UBxp). Ett sådant trevagnars tågsätt har längden 59,7 meter och tomvikten 62,0 ton. Det nya motorvagnståget från Stadler har samma längd men tomvikten 97,5 ton. Den specifika effekten för Hägglunds-tåget (totalt 138 säten) är 5,5 kW/t och för Stadler- tåget cirka 14,5 kW/t. 
Det gamla Hägglunds-tåget hade totalt 138 säten medan det nya Stadler-tåget har 153 säten. Det motsvarar tomvikten 449 kg/säte (Hägglunds) respektive 637 kg/säte (Stadler). Investeringskostnaden per säte för Stadler ligger på 595 tkr/säte (prisnivå 2016). Topphastigheten för Hägglunds-tåget var 80 km/t men är 120 km/t för Stadler- tåget. Stadler-tåget har klimatanläggning samt handikappvänliga insteg. 
Totalt hade Hägglunds-tågen 7 216 sittplatser medan de 22 beställda Stadler-tågen har 3 366 säten. Ytterligare Stadler-tåg kommer sannolikt att beställas vilket kommer att öka antalet sittplatser ytterligare. 
(1) = Prisnivå 2016

#### Ombyggnad
Då vagnarnas smala och höga insteg innebär svårigheter för rörelsehindrade resenärer och resenärer med barnvagnar att komma ombord, så påbörjades ett ombyggnadsprogram under 2012. Företaget Euromaint Rail har fått i uppdrag att bygga om de 101 vagnarna under fyra år. Ordern är värd 400 miljoner kronor (prisnivå april 2010) och innebär bland annat att de 32 mellanvagnarna får ett nytt mittparti med ny dörr och sänkt golv till plattformshöjd. Alla vagnar får ny inredning liknande pendeltågens och åtgärder för att förbättra driftsäkerheten. Ombyggnaden blev klar år 2015.
Roslagsbanan går genom tätbebyggda villaområden och en del boende längs banan upplever tågen som störande (buller och vibrationer). SL experimenterade med kåpor ("kjolar") runt hjulen mellan våren 2008 och våren 2010 för att minska buller. Försöket föll dock inte väl ut eftersom kåporna slog i stödräler i växlar. I stället beslutades om utbyggnad av bullerskärmar i armerad betong, som i dag finns längs flera sträckor som går genom tättbebyggda områden, bland annat Djursholm och Österskär.

### Vagninteriör, renoverad X10p

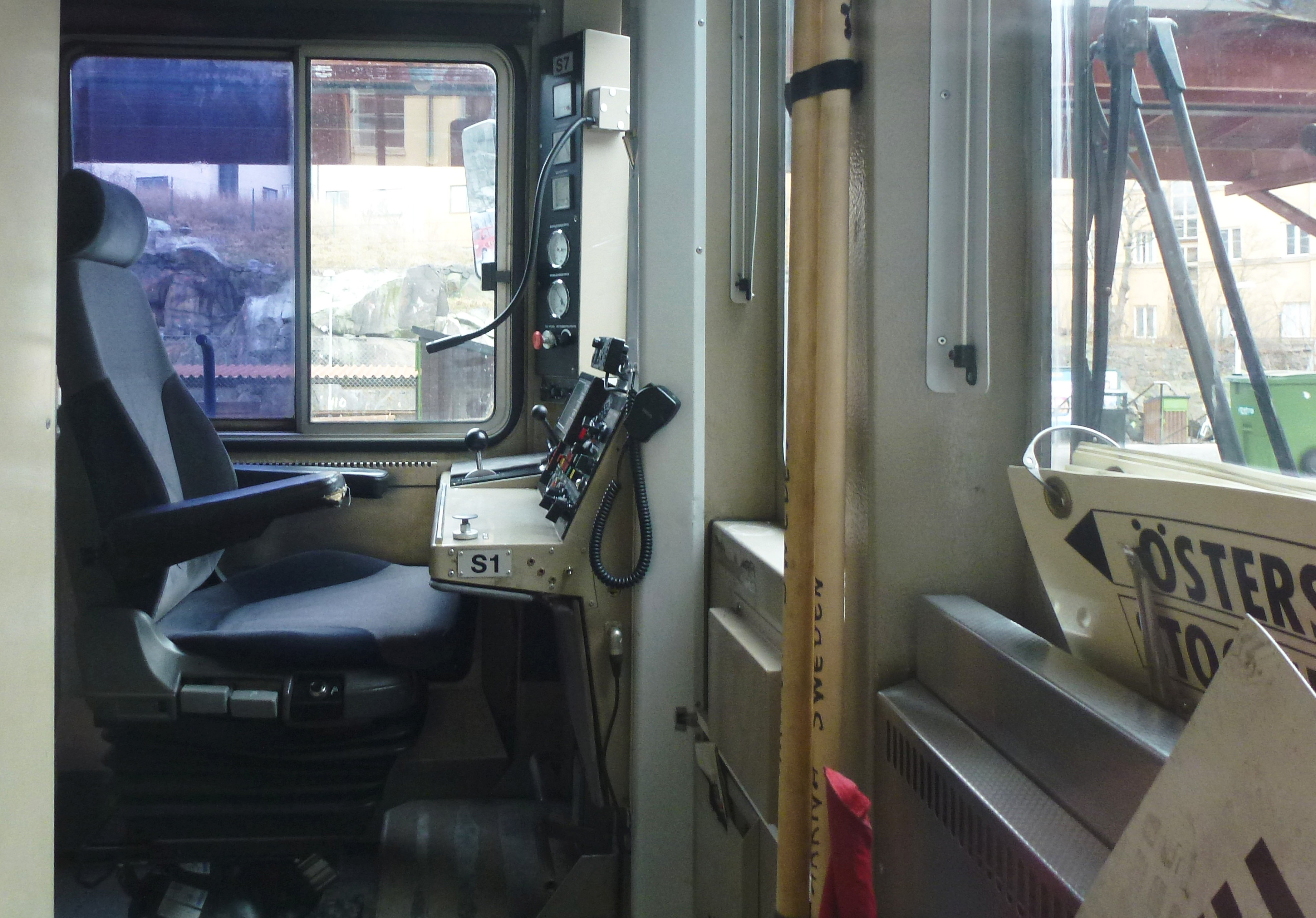
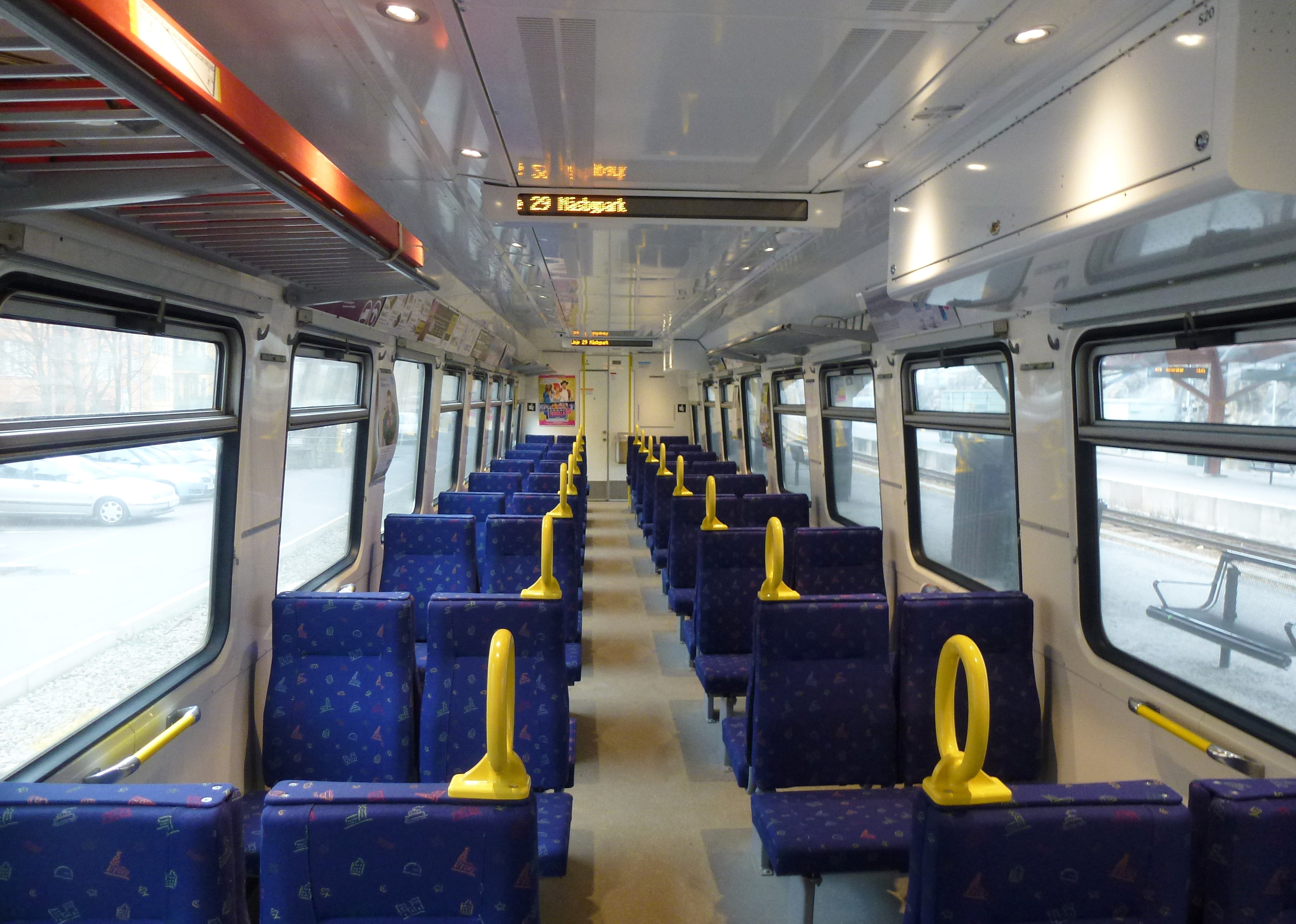
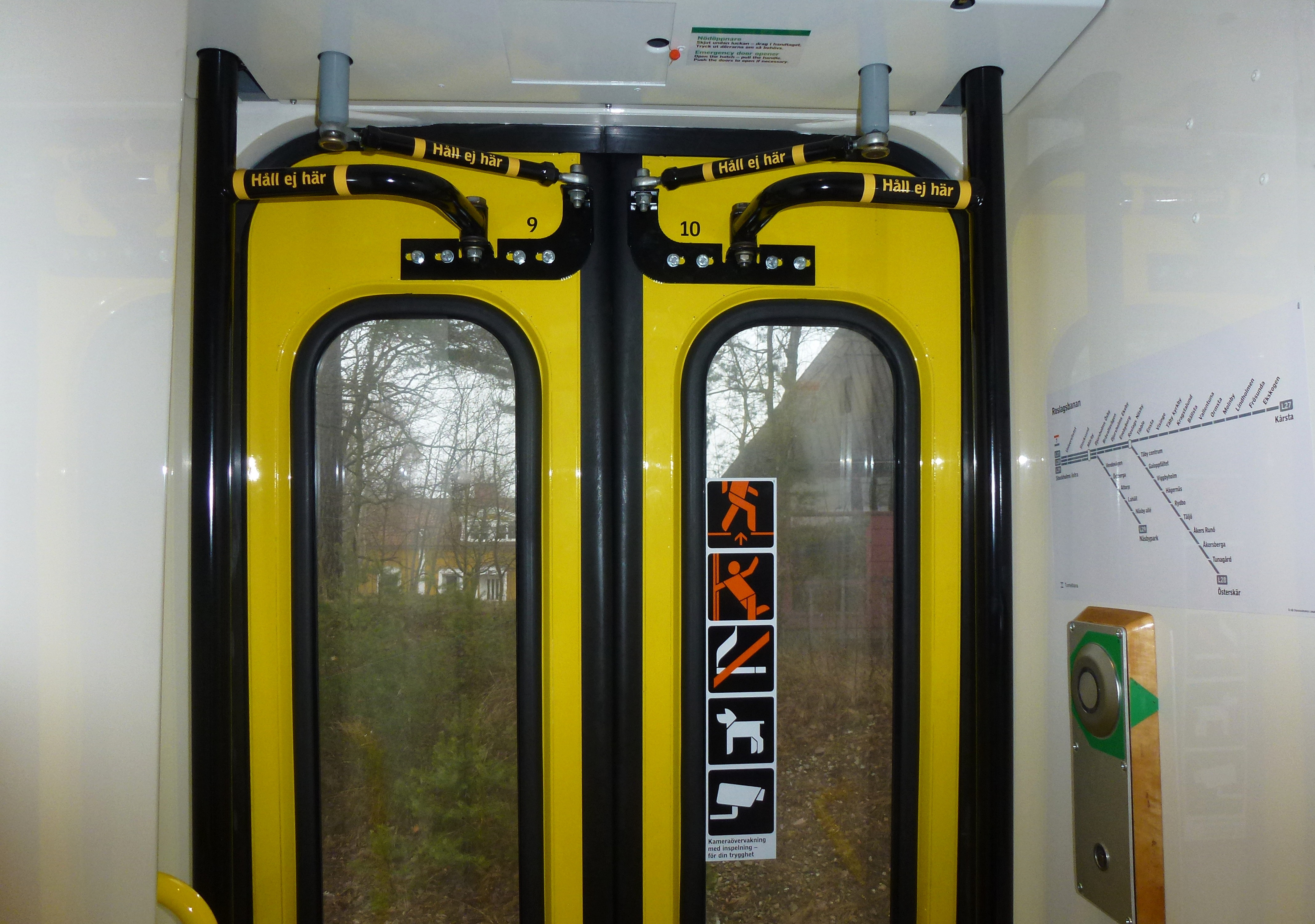
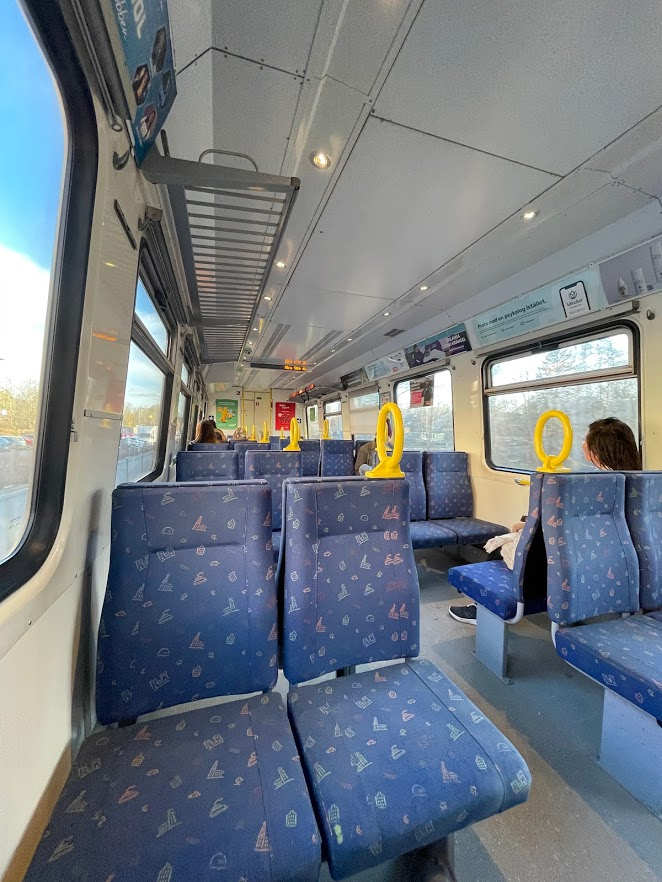

### Den äldre fordonsparken

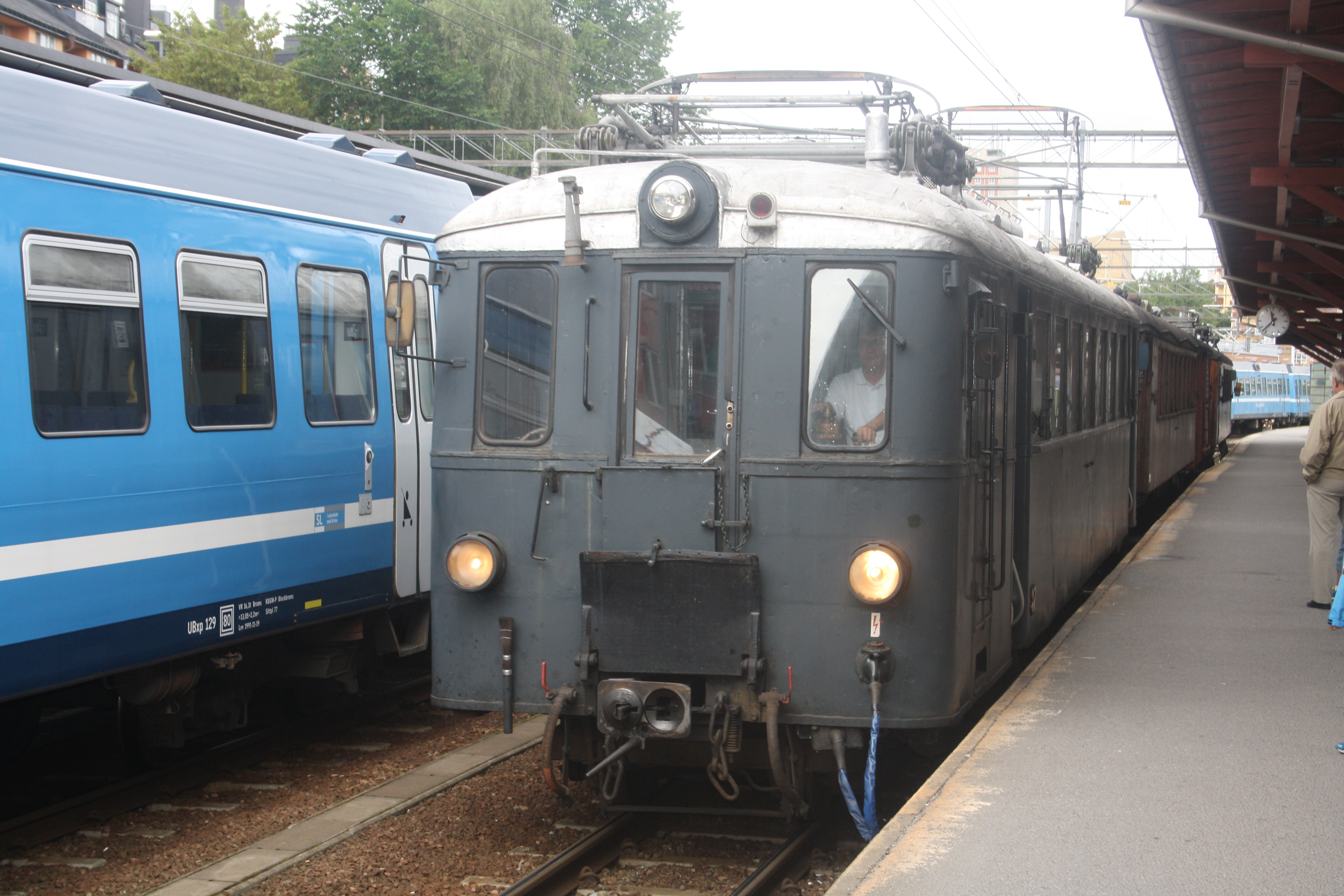
Ett äldre tåg X4p (mörkbrunt) bredvid ett då reguljärt, redan moderniserat tåg (blått) på Östra station 2014.

Den äldre vagnparken har i viss mån bevarats av Roslagsbanans Veterantågsförening.

### Framtida fordon
SL beslutade i augusti 2016 att köpa 22 tåg från Stadler, som kallas för X15p. De är 60 meter långa med tre vagnar och har en maxhastighet på 120 km/h men kommer endast att få köra i 100 km/h.[källa behövs] Det finns en option (möjlighet i kontraktet) att köpa ytterligare 45 tåg till fastställt pris. De nya tågen togs i trafik 31 oktober 2023.
SL invigde 2020 en ny depå i Vallentuna, Vallentunadepån, vid station Molnby. Den ska bland annat användas för de nya fordonen.

## Framtida utbyggnader

### Förlängning till T-Centralen
Den 30 mars 2017 meddelade Sverigeförhandlingen att avtal skrivits om att Roslagsbanan ska förlängas från Universitetet till T-Centralen via Odenplan, med byten till tunnelbana och pendeltåg på båda stationerna. Detta innebär samtidigt att Östra station kommer att läggas ned. Den nya delen av banan planeras att byggas under mark. Region Stockholm, genom trafikförvaltningen, planerar och utreder en framtida sträckning av Roslagsbanan till city. Den framtida förlängningen innebär att banan dras i en ny tunnel från station Universitetet till T-Centralen. Den nya stationen T-centralen kommer att ha två plattformar med fyra spår och ligga mellan tunnelbanans station T-centralen och tunnelbanans station Hötorget. Odenplan kommer endast att ha en plattform med två spår.  
I samband med utbyggnaden planeras dubbelspår på sträckorna Vallentuna–Ormsta, Viggbyholm–Hägernäs och Arninge–Rydbo. En ny depå planeras längs Österskärsgrenen eftersom Mörby verkstad kommer att läggas ner när X10p-tågen har rangerats ut.

### Eventuella framtida utbyggnader

#### Mot Arlanda
En utbyggnad av Roslagsbanan som har diskuterats sedan 1960-talet är en förlängning till Arlanda. Den skulle vara till nytta både för personal på Arlanda som bor i Norrort och även för flygresenärer som får en direkt anslutning från Täby och Vallentuna utan att behöva ta vägen via centrala Stockholm. Förbindelsen skulle också möjliggöra byten mellan Roslagsbanan och pendeltåg, regionaltåg och fjärrtåg vid Arlanda centralstation. Från Molnby är avståndet till Arlanda omkring 15 km, vilket är den nya sträcka som skulle behöva byggas. Tänkbara stationslägen är på bro i anslutning till Sky city samt vid hotell och långtidsparkering i Benstocken. Utbyggnaden har studerats av SL i en förstudie år 2012 och därefter i en planeringsstudie. Planeringsstudien pausades senare och arbetet bedrevs vidare av kommunsamarbetet Stockholm Nordost. Förlängningen skulle då avgrena vid station Ormsta och gå direkt till Arlanda, inga stationer skulle byggas på vägen. Sträckan Vallentuna–Arlanda ingår i Stockholmsregionens kollektivtrafikplan som åtgärder 67 nivå 3 med planeringshorisont 2050.

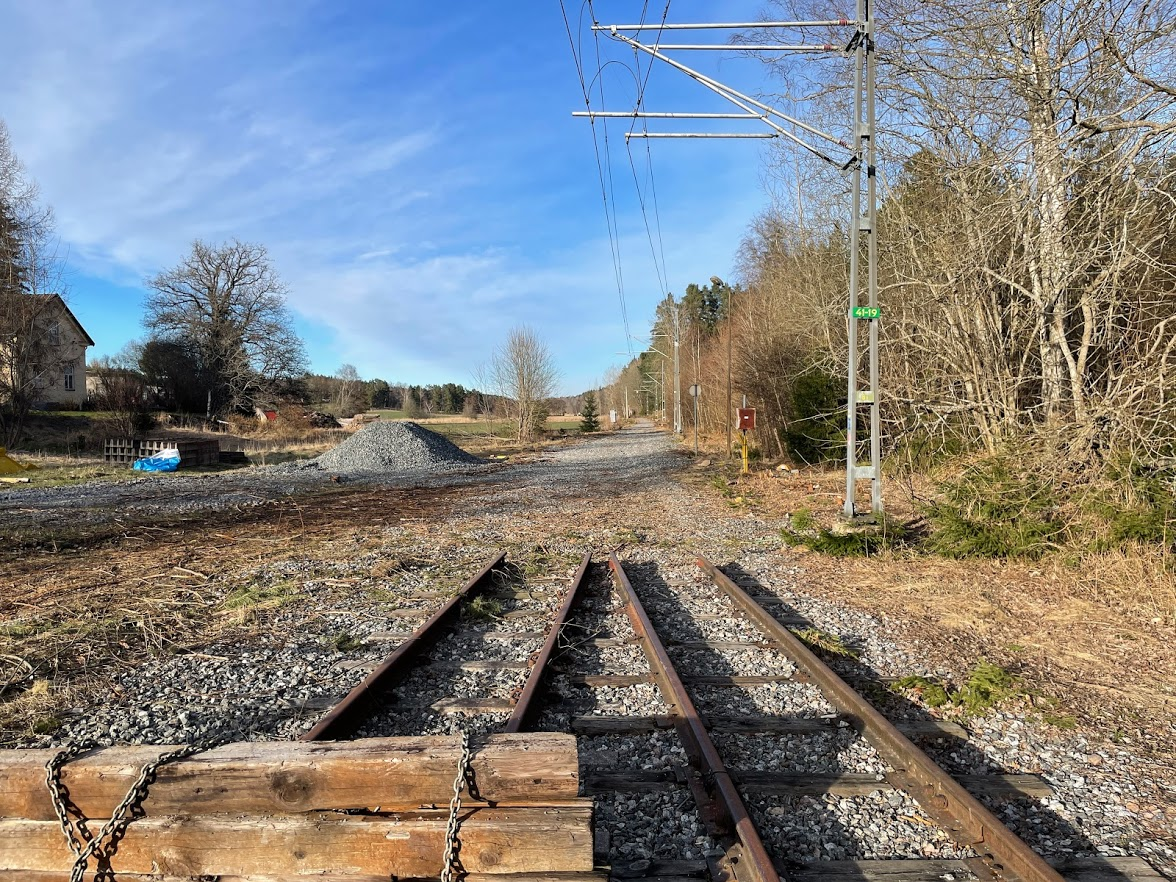
Slutet av spåren mot Rimbo i Kårsta

#### Mot Rimbo
Roslagsbanans sträckning Kårsta–Rö–Rimbo lades ned 1981. 1996 fattades ett principbeslut att bygga ut sträckan igen, men det har inte skett. En återuppbyggnad studerades inom Sverigeförhandlingen, men inget beslut fattades. Sträckan ingår i Stockholmsregionens kollektivtrafikplan 2050; fastställd i juni 2022, som åtgärder 66 nivå 3 med planeringshorisont 2050.